# 2009 JV18
2009 JV18, também escrito como 2009 JV18, é um objeto transnetuniano que está localizado no Cinturão de Kuiper, uma região do Sistema Solar. Este corpo celeste é classificado como um cubewano. Ele possui uma magnitude absoluta de 8,3 e tem um diâmetro estimado com 133 km.

## Descoberta
2009 JV18 foi descoberto no dia 14 de maio de 2009.

## Órbita
A órbita de 2009 JV18 tem uma excentricidade de 0,151 e possui um semieixo maior de 44,981 UA. O seu periélio leva o mesmo a uma distância de 38,171 UA em relação ao Sol e seu afélio a 51,792 UA.